# منديرمان جلال الدين

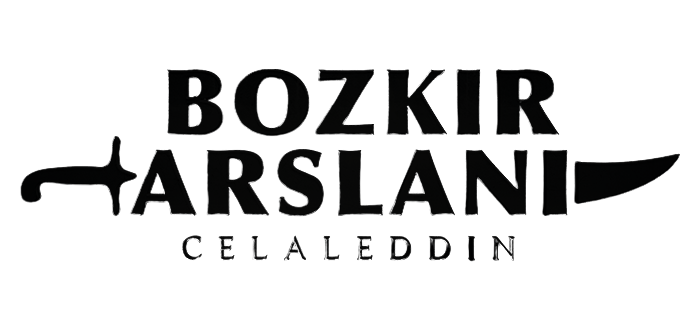
شعار المسلسل

منديرمان جلال الدين أو جلال الدين خوارزم شاه (بالأوزبكية: Mendirman Jaloliddin)‏‎ (بالتركية: Bozkır Arslanı Celaleddin)‏، هو مسلسل تلفزيوني تركي أوزبكي يتكون من موسمين، من إنتاج محمد بوزداغ بالاشتراك مع وزارة الثقافة والرياضة الأوزبكية. يحكي عن حياة جلال الدين منكبرتي، حاكم الإمبراطورية الخوارزمية. يؤدي دوره الممثل التركي ايمره كيفيلجم. تم تصوير المسلسل التلفزيوني في أوزبكستان وتركيا وبث في الأصل باللغة الأوزبكية على قناة Milliy TV في 14 فبراير 2021.

## القصة
يركز المسلسل التلفزيوني على حياة جلال الدين منكبرتي، ابن حاكم الإمبراطورية الخوارزمية علاء الدين محمد، وكيف واجه حاكم الإمبراطورية المغولية جنكيز خان إلى جانب المشاكل في دولته بما في ذلك الصراع على العرش. بين والده وجدته تركان خاتون. وفي الوقت نفسه، يكافح أيضًا لإنقاذ كوتلو بيكه المخطوفة عند جنكيز خان.

## الممثلين والشخصيات
| الممثل          | الدور                 | الدور                 | الدور                 | الأصل                  |
| الممثل          | بالعربية              | بالأوزبكية            | بالأوزبكية            | الأصل                  |
| الممثل          | بالعربية              | لاتيني                | سيريلي                | الأصل                  |
| --------------- | --------------------- | --------------------- | --------------------- | ---------------------- |
| إمري كيفيلجيم   | جلال الدين خوارزم شاه | Jaloliddin Manguberdi | Жалолиддин Мангуберди | جلال الدين منكبرتي     |
| يولدوز راجابوفا | كوتلو بيكه            | Kutlu Bike            | -                     |                        |
| جوهر زكيروف     | جنكيز خان             | Chingiz xon           | ингиз хон             | جنكيز خان              |
| كان يالتشين     | علاء الدين محمد       | Muhammad Xorazmshoh   | Муҳаммад Хоразмшоҳ    | محمد الثاني خوارزم شاه |
| جوليناي كولكان  | تركان خاتون           | Turkon xotun          | уркон хотун           | تركان خاتون            |
| سيزجين أردمير   | تيمور مليك            | Temur Malik           | Темур Малик           | تيمور مالك             |

## إنتاج
يضم المسلسل التلفزيوني ممثلين أتراك وأوزبك، وهو من إنتاج كاتب السيناريو التركي محمد بوزداغ، ويخرجه متين جوناي ونورغيسا المورات من كازاخستان، ورضا همتي من إيران. وقال بيان «سيشارك في المشروع قرابة ألف شخص. المسلسل الذي سيتم تصويره في أوزبكستان وتركيا يتكون من 13 حلقة، وستدوم كل حلقة ساعة واحدة». يعتبر منديرمان جلال الدين أحيانًا «فيلمًا متعدد الأجزاء» أو مجرد «فيلم» نظرًا لمقدار حلقاته القصير وقصر وقته، ولكن من المحتمل أن يكون له موسم ثان.[بحاجة لمصدر]
بعد مؤتمر في طشقند حيث تم الإعلان لأول مرة عن إنتاج مسلسل بهذا الاسم، بدأ تعاون مكثف بين المنتجين والمخرجين وكتاب السيناريو والمؤرخين والمستشارين والفنانين ومديري الفنون والمهندسين المعماريين ومصممي الأزياء. انتظر العديد من الممثلين الأتراك والأوزبك للمسلسل تدريبًا خاصًا على مشاهد المعارك وركوب الخيل والمبارزة. كان عليهم أيضًا تعلم لغات بعضهم البعض. تضمنت التأثيرات الرقمية لمنديرمان جلال الدين، الذي يوظف فريقًا من حوالي 500 شخص وراء الكواليس، 200 شخص من تركيا وإنجلترا والهند وماليزيا. بناءً على رسومات الفنانين الأتراك والأوزبك، عمل أكثر من 200 خياط على أزياء المسلسل.

## التجهيزات
تم إعداد مجموعة بوزادغ فيلم لبناء جو من القرن الثالث عشر. في تركيا، تم بناؤه على مساحة 30 هكتارًا وفوق مبنى قصر خوارزم شاه المكون من طابقين، بارتفاع 5.5 متر، والذي شغل مساحة 3500 متر مربع، وعمل 1200 شخص. قالت وسائل الإعلام الأوزبكية إن المجموعة تبدو تمامًا مثل القصر الحقيقي الذي يعود إلى القرن الثالث عشر. كما تم بناء شوارع جرجانية والمباني السكنية والسوق المركزي والإشادة بها. تم تصوير مشاهد معركة الصحراء في أكساراي على بعد 750 كم من إسطنبول. كان من المقرر أن يتم العرض الأول في يناير 2021 ولكن بدلاً من ذلك تم إصداره في فبراير.

## الإصدار
أعلن محمد بوزداغ في عام 2020 أنه كان يعمل في المشروع الجديد منذ عام 2018، بناءً على طلب الحكومة الأوزبكية. قالت سعيدة ميرزيوييفا، نائبة رئيس مجلس أمناء المؤسسة العامة لدعم وتطوير وسائل الإعلام الوطنية في أوزبكستان، على تويتر: "أصدقائي الأعزاء، يسعدني أن أعلن أنه في 14 فبراير الساعة 20:30 على قناة Milliy TV ستبدأ القناة بعرض المسلسل التاريخي “منديرمان جلال الدين”. قالت كذلك، "سيناريو رائع، تمثيل رائع - وهذا المسلسل يصور من الحلقة الأولى إلى الأخيرة. والأهم من ذلك، أنه يعطي فكرة عن تاريخ منطقتنا لعامة الناس بلغة سينمائية ملونة مفهومة. أنا أوصي بمشاهدته!" تم إصداره في النهاية في 14 فبراير 2021.

### الاستقبال
استحوذ المسلسل التلفزيوني على اهتمام الباكستانيين ومع إصدار الحلقة الأولى فقط، أصبح ذائع الصيت وبدأ مستخدمو وسائل التواصل الاجتماعي في مشاركة روابط الحلقة الأولى بترجمات اللغة الأردية.

## روابط خارجية
- منديرمان جلال الدين  في قاعدة بيانات الأفلام على الإنترنت (بالإنجليزية)